# Simitli (kommun)
Obsjtina Simitli (bulgariska: Община Симитли) är en kommun i Bulgarien.   Den ligger i regionen Blagoevgrad, i den sydvästra delen av landet, 90 km söder om huvudstaden Sofia.
Obsjtina Simitli delas in i:
- Brezjani
- Dolno Osenovo
- Zjeleznitsa
- Krupnik
- Polena
- Poleto
- Tjernitje

Följande samhällen finns i Obsjtina Simitli:
- Simitli

I omgivningarna runt Obsjtina Simitli växer i huvudsak blandskog. Runt Obsjtina Simitli är det ganska glesbefolkat, med 28 invånare per kvadratkilometer.